# Lindernia alterniflora
Lindernia alterniflora är en tvåhjärtbladig växtart som först beskrevs av Charles Wright, och fick sitt nu gällande namn av Brother Alain. Lindernia alterniflora ingår i släktet Lindernia och familjen Linderniaceae. Inga underarter finns listade i Catalogue of Life.